# Charles Ethan Porter
Pour les articles homonymes, voir Porter.
Charles Ethan Porter, né en 1847 à Hartford dans l'état du Connecticut et décédé le 6 mars 1923 à Rockville (en) dans le même état, est un peintre afro-américain, spécialisé dans la réalisation de nature morte.

## Biographie
Charles Ethan Porter naît à Hartford dans l'état du Connecticut en 1847. Au début des années 1850, sa famille déménage dans le village voisin de Rockville (en). Il grandit dans une famille pauvre, marquée par les drames (il perd huit de ses frères et sœurs à cause de la maladie et de la guerre de Sécession), et est le premier enfant de sa famille à aller au lycée. Diplômé de la Rockville High School (en) en 1865, il quitte le Connecticut pour la ville de Wilbraham dans l'état voisin du Massachusetts ou il étudie l'art à la Wesleyan Academy (en). En 1869, il poursuit sa formation à l'académie américaine des beaux-arts à New York ou il expose pour la première fois en 1870. En 1873, il quitte l'académie pour terminer sa formation auprès du peintre portraitiste Joseph Oriel Eaton.
La même année, il commence à travailler comme peintre portraitiste à New York et passe ces étés à Rockville. En 1878, il déménage à Hartford ou il installe son studio. Il se spécialise dans la peinture de nature morte, auquel il ajoute parfois certaines touches inhabituelles, telles que des insectes. En 1879, le travail de Porter attire l'attention du peintre Frederick Edwin Church. Il encourage Porter à étudier et à peindre des paysages. En 1880, Porter visite les monts Adirondacks pendant deux mois. Il se concentre alors sur la peinture de paysage et ne réalise plus que des natures mortes sur commande. En 1881, il met en vente l'intégralité de son studio afin de financer un voyage en Europe. Il séjourne à Londres puis à Paris, ou il s'inscrit à l'école nationale supérieure des arts décoratifs. Il étudie et travaille à Paris jusqu'en 1884, date à laquelle il retourne à Hartford. En 1885, il ouvre un nouveau studio à New York. Il revient à Hartford en 1886. En 1889, il quitte définitivement la ville pour s'installer à New York, ou il passe ces hivers, et Rockville, ou il séjourne durant l'été. Il décide de s'établir définitivement à Rockville en 1897. Il y meurt en 1923.
Ces œuvres sont notamment visibles ou conservées au Smithsonian American Art Museum et à la National Gallery of Art de Washington, au Metropolitan Museum of Art et au Whitney Museum of American Art de New York, au Lyman Allyn Art Museum (en) de New London, au Wadsworth Atheneum et à la Connecticut Historical Society (en) d'Hartford, au Florence Griswold Museum d'Old Lyme, au New Britain Museum of American Art de New Britain, au Madison Museum of Fine Art (en) de Madison, à la Walter O. Evans Collection of African American Art de Savannah et au musée d'Art de San Antonio.

## Œuvres

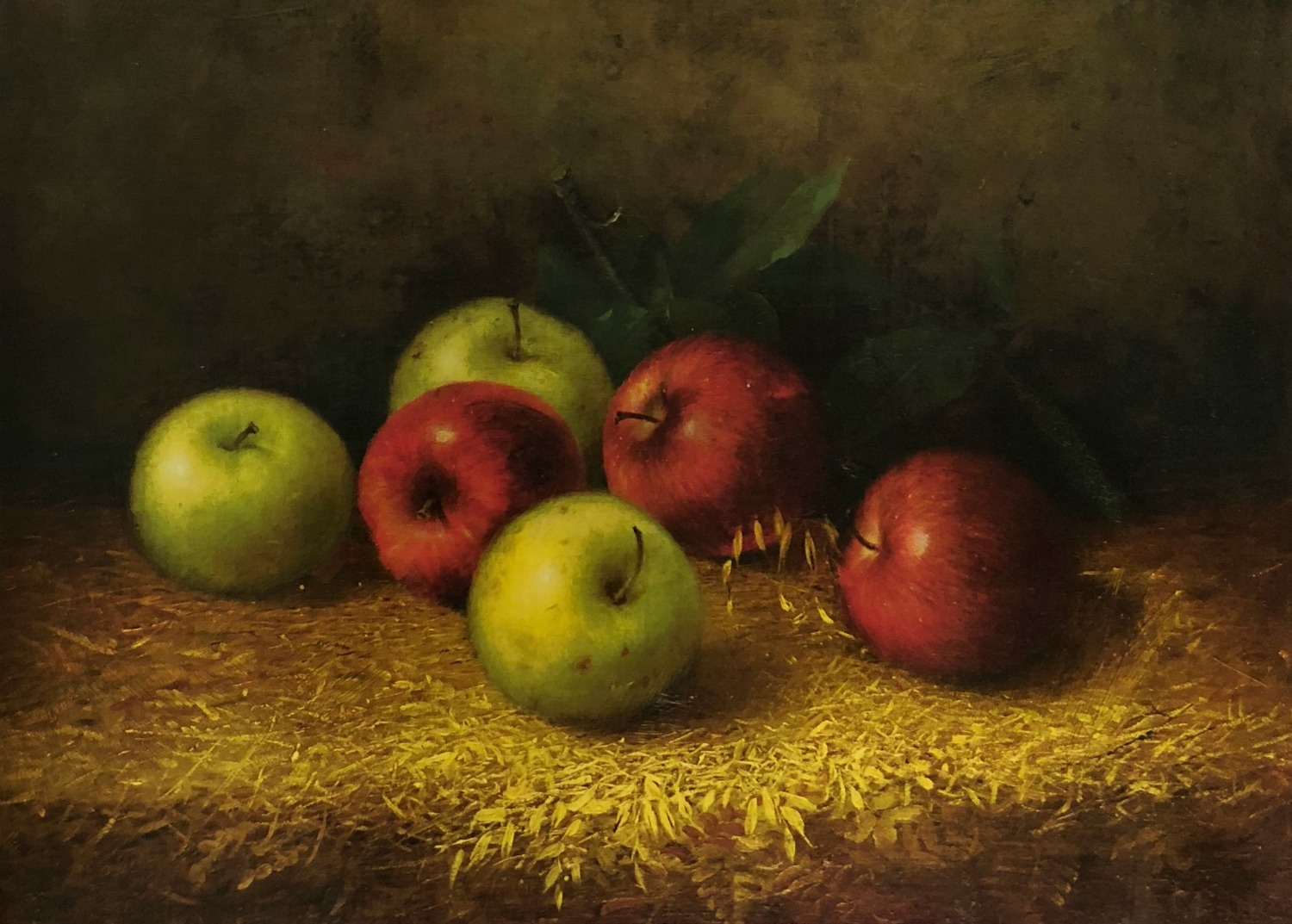
Apples on the Ground, 1878, New Britain Museum of American Art
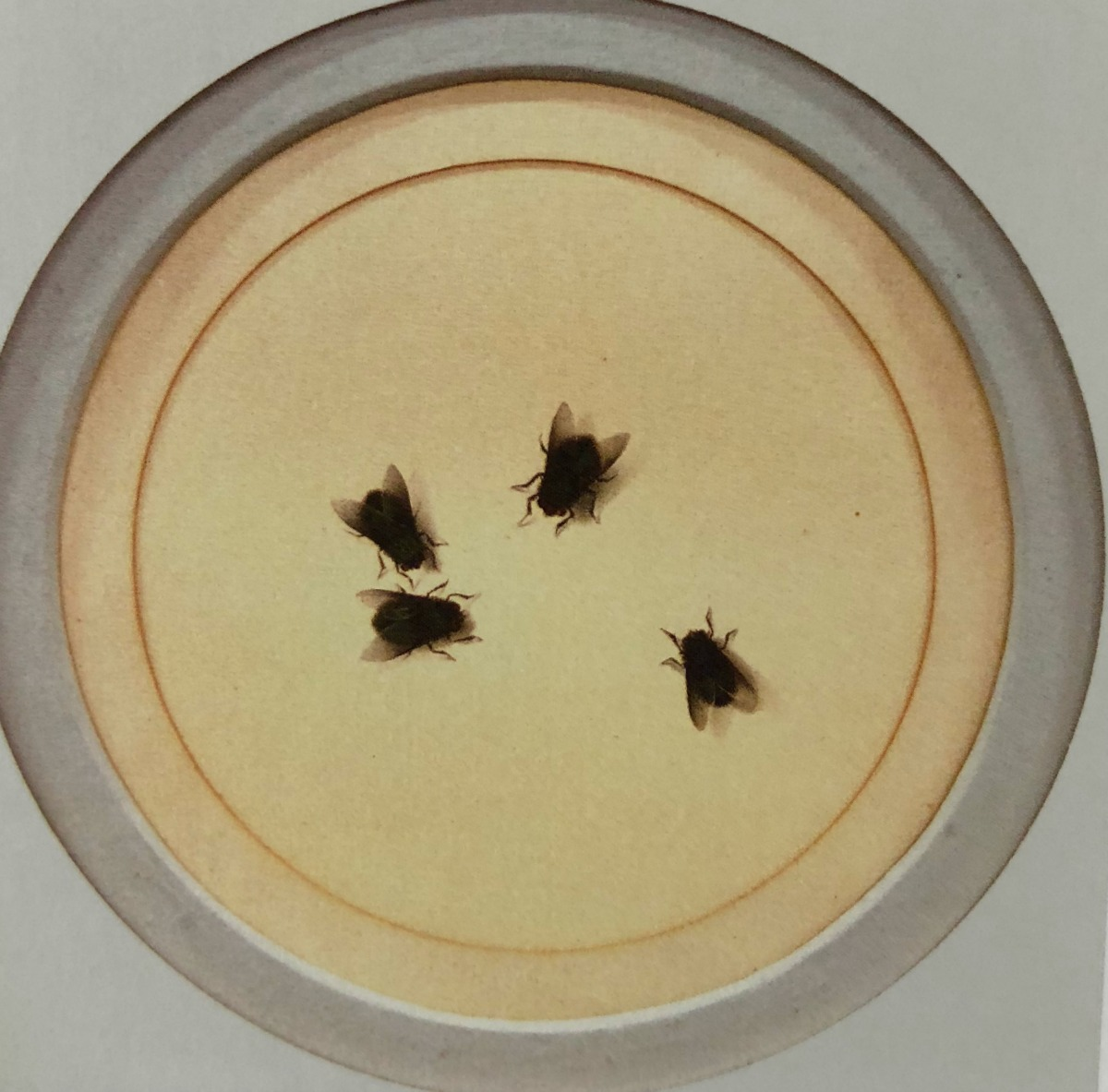
Flies on a Plate, 1878, New Britain Museum of American Art
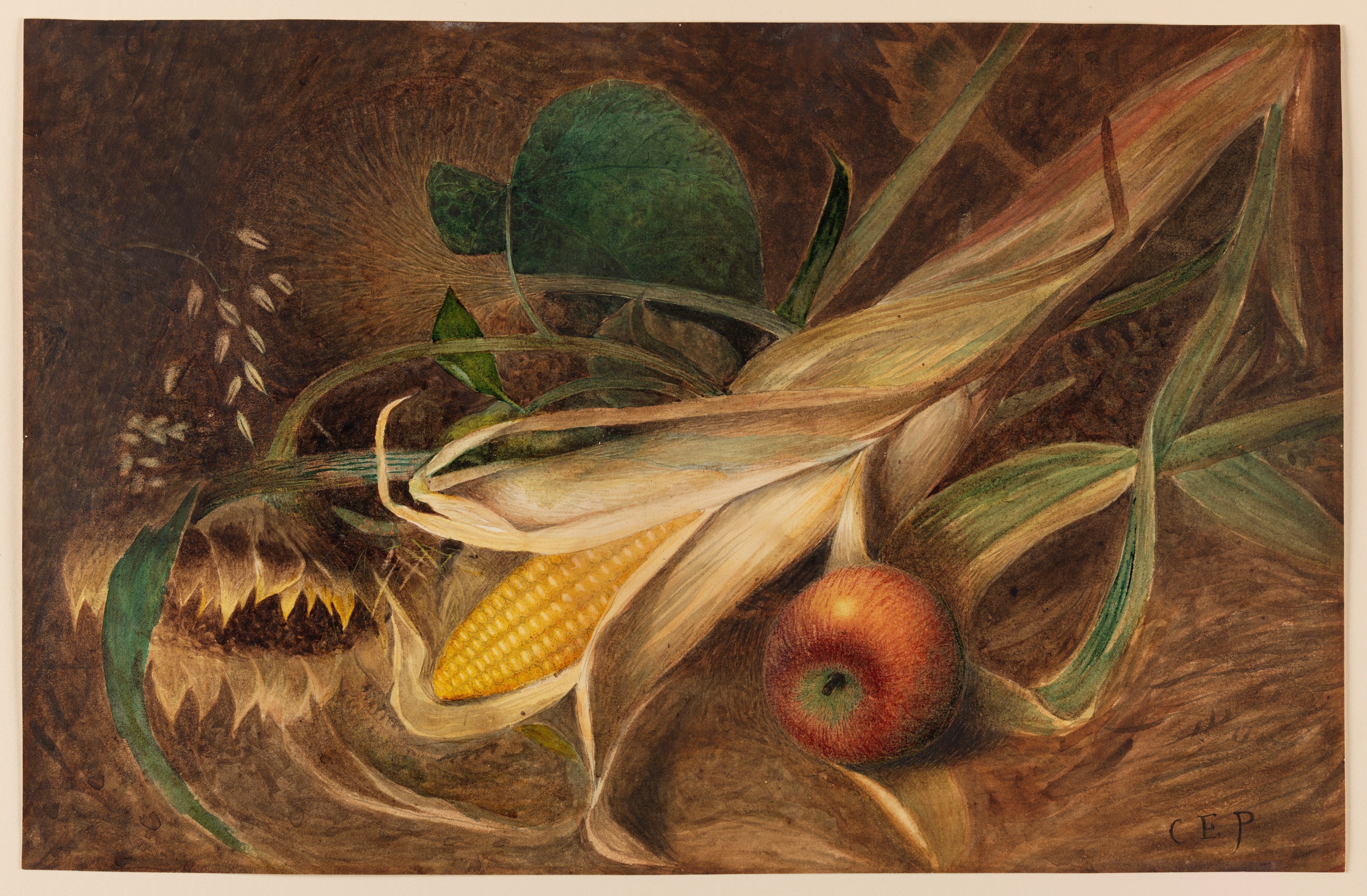
Still Life wit Corn, vers 1880, Metropolitan Museum of Art
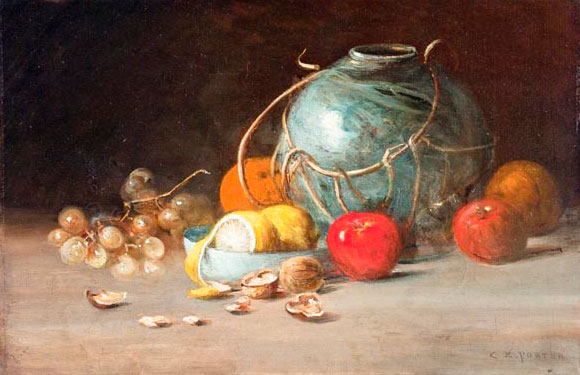
Still Life, vers 1880, musée d'Art de San Antonio
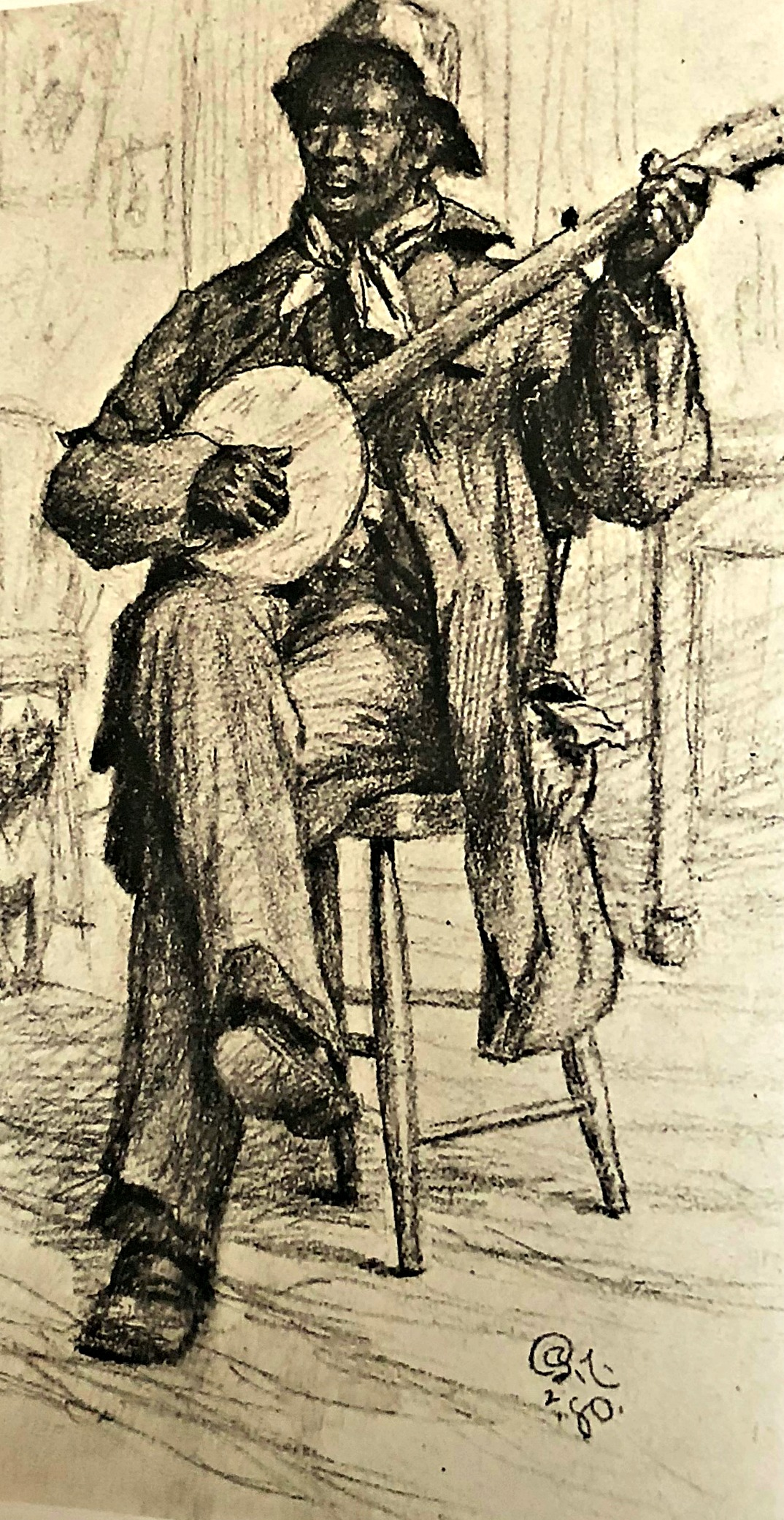
Banjo player, vers 1880, New Britain Museum of American Art
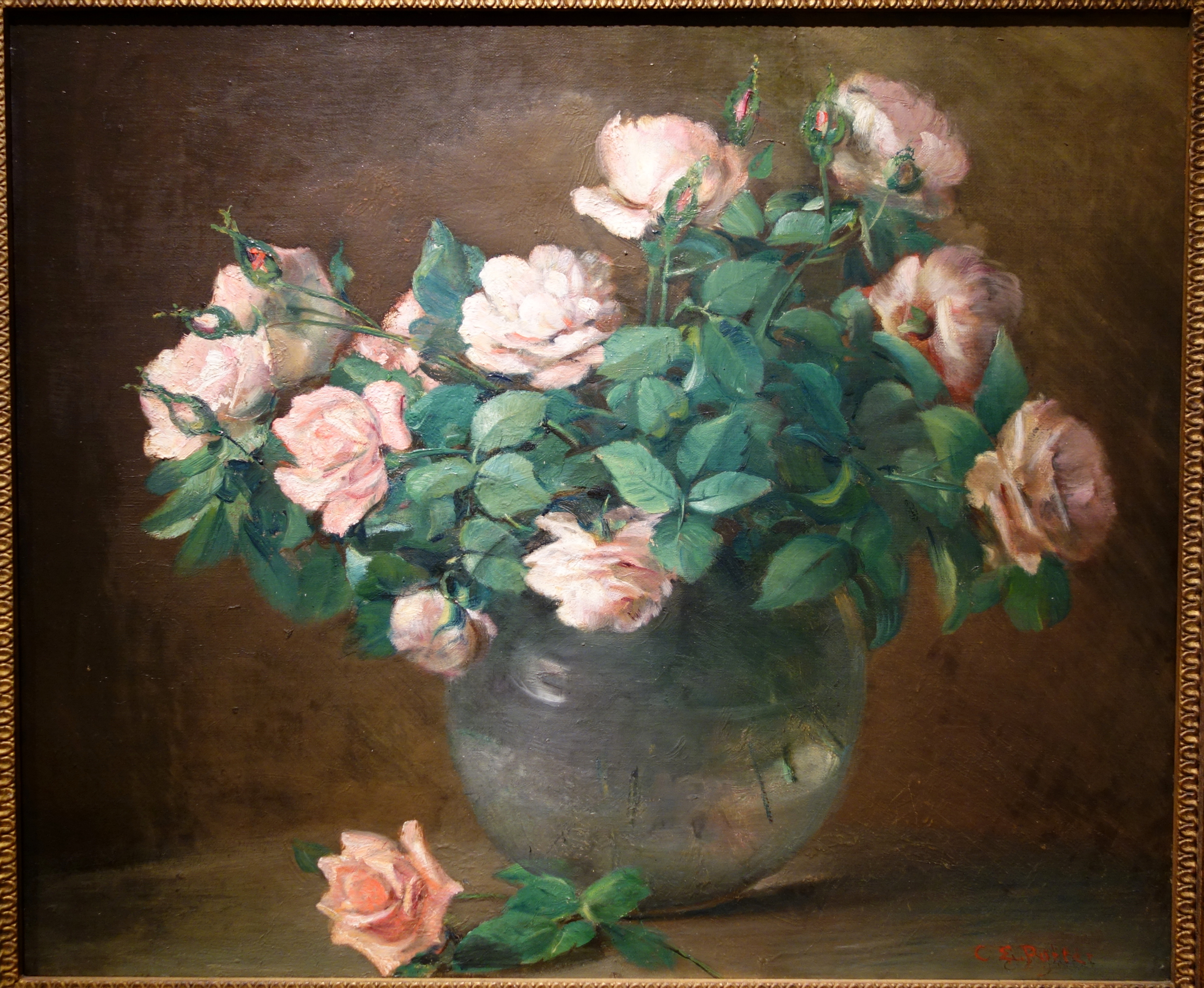
Roses, 1882, New Britain Museum of American Art
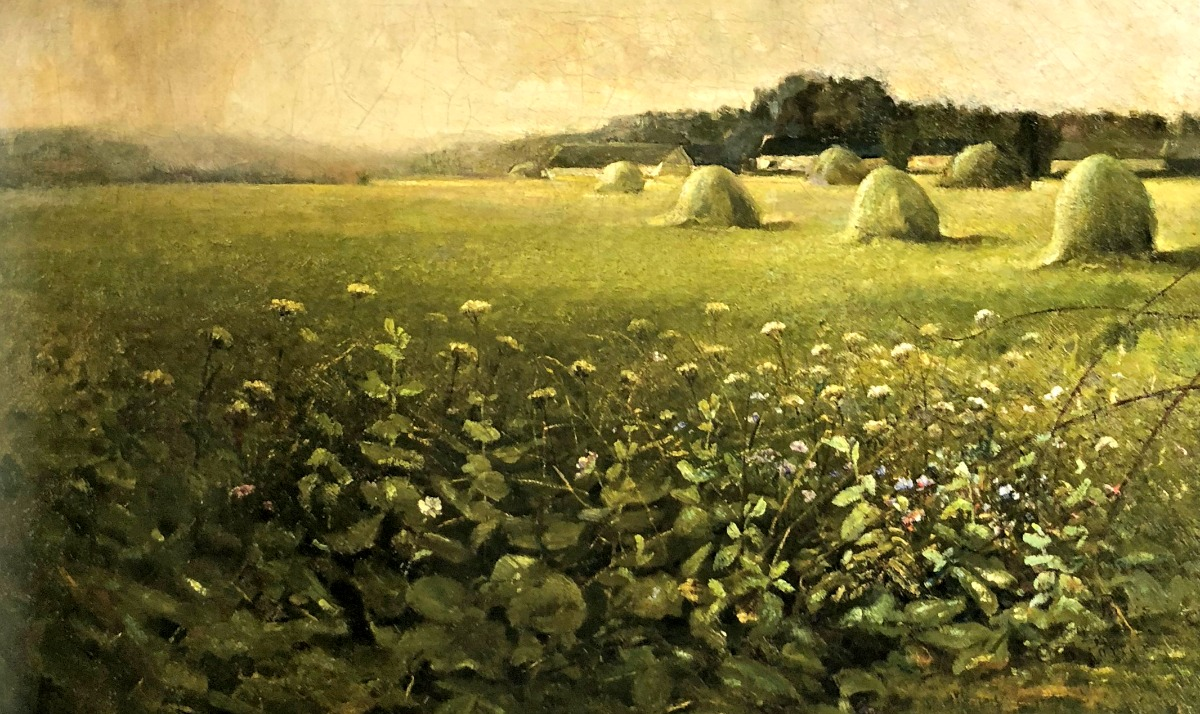
Landscape with Grain Stacks, vers 1882, New Britain Museum of American Art
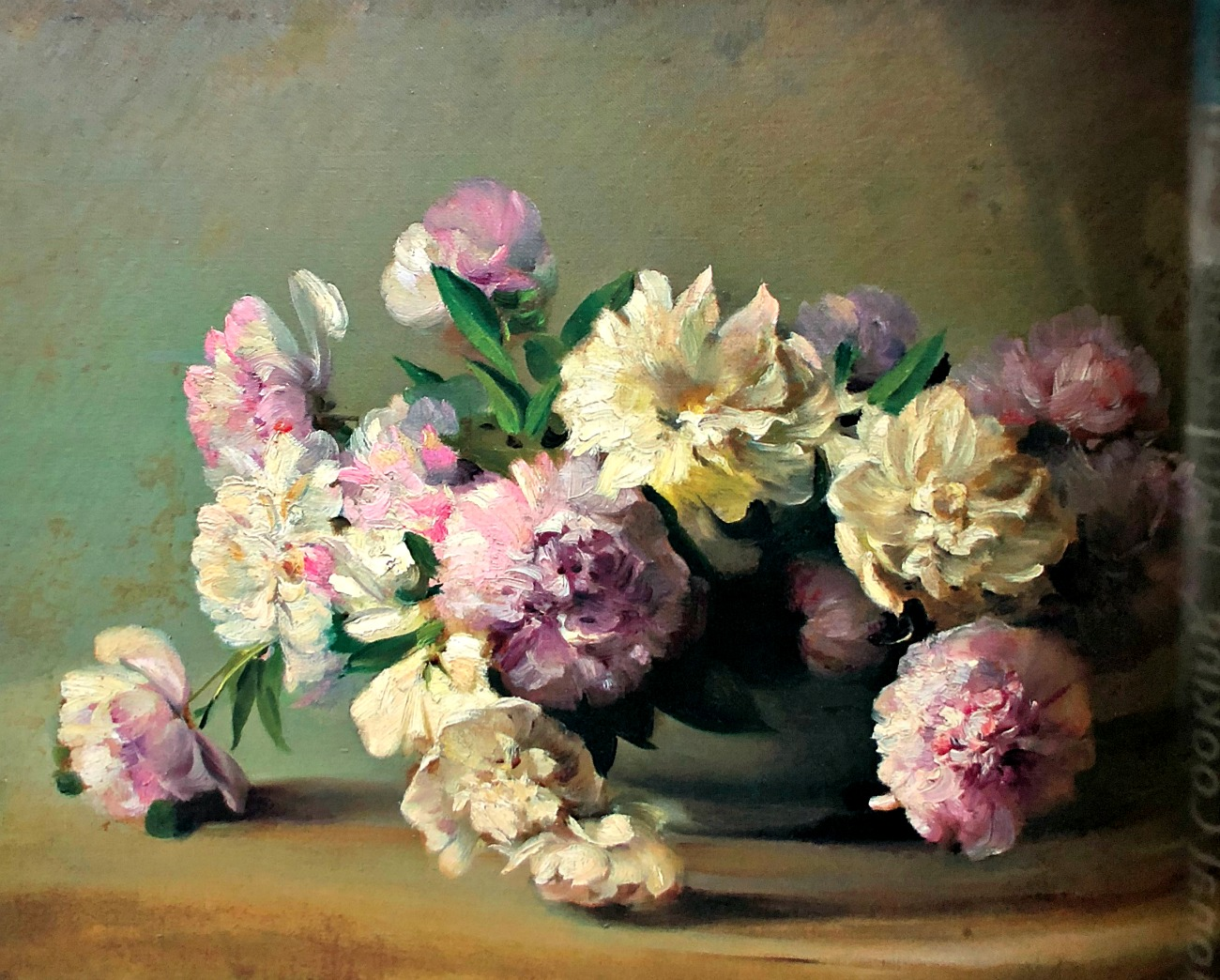
Peonies in a Bowl, 1885, New Britain Museum of American Art
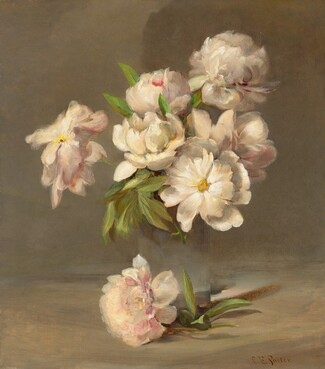
Peonies in a Vase, vers 1885, National Gallery of Art
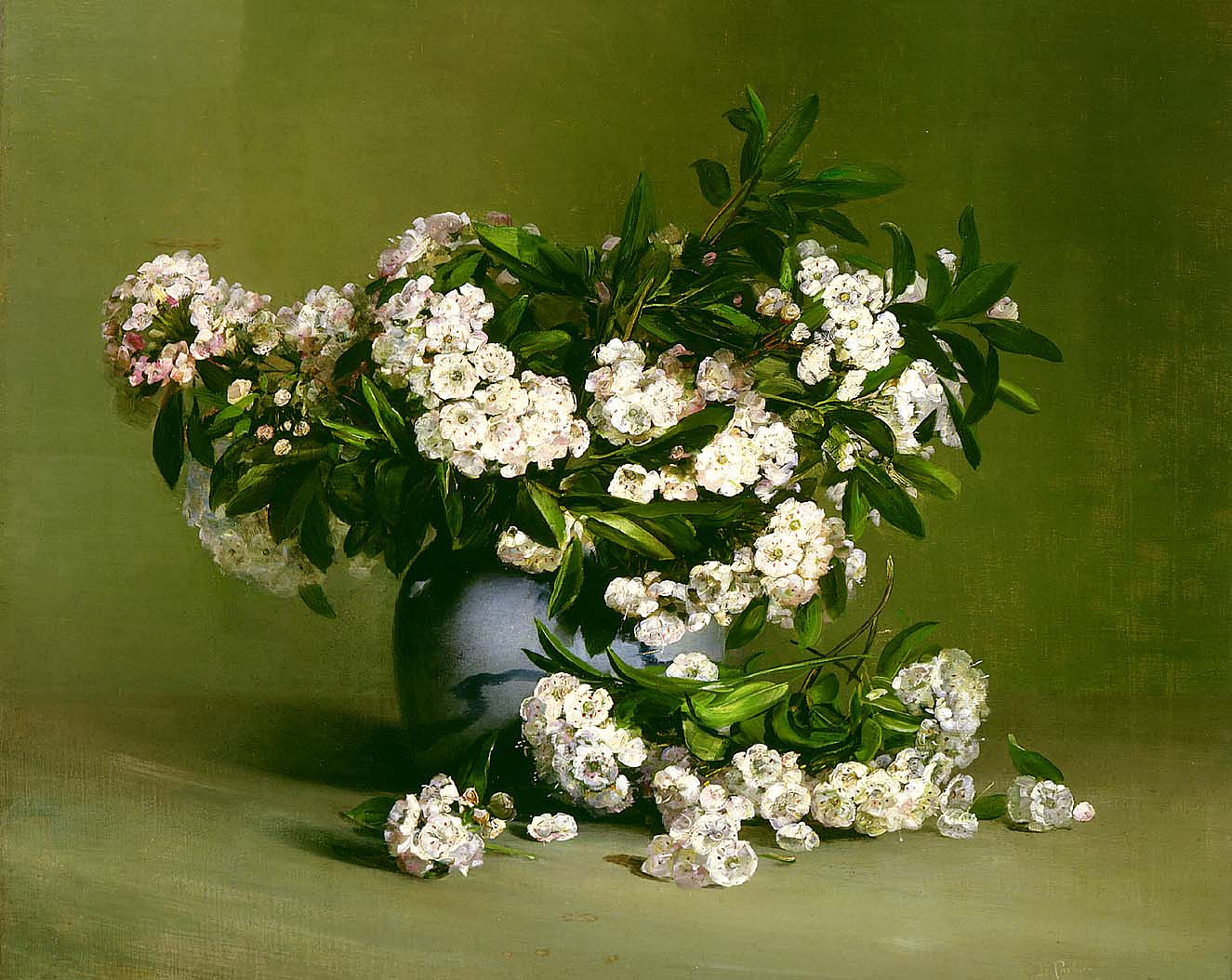
Mountain Laurel, 1888, Smithsonian American Art Museum
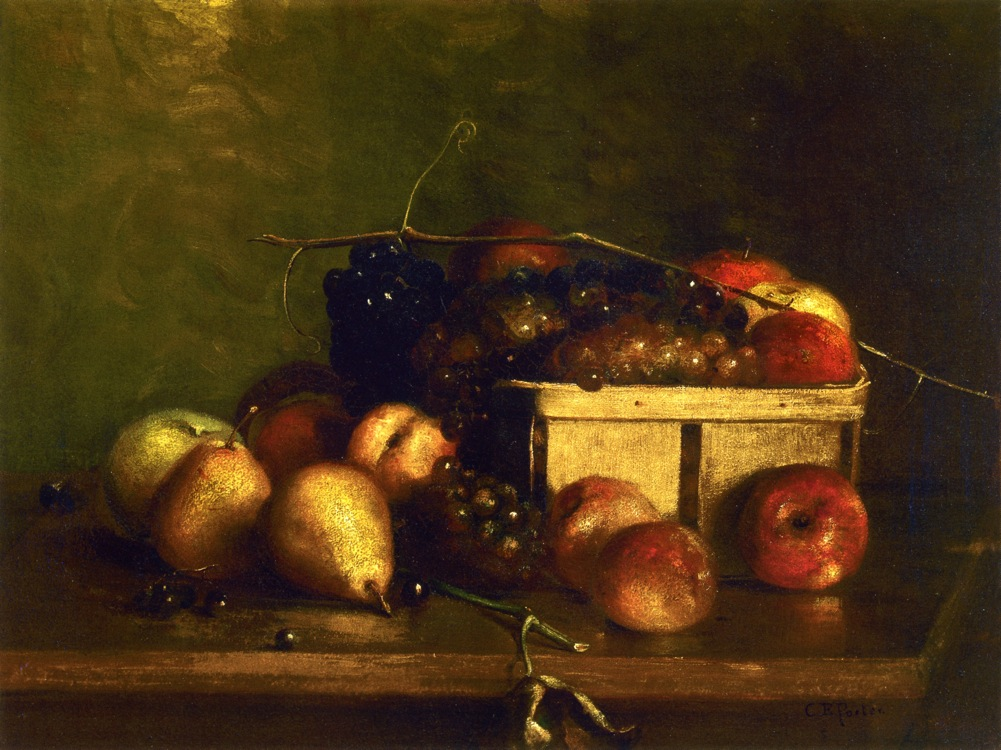
Still Life with Fruit and Basket, vers 1888, New Britain Museum of American Art
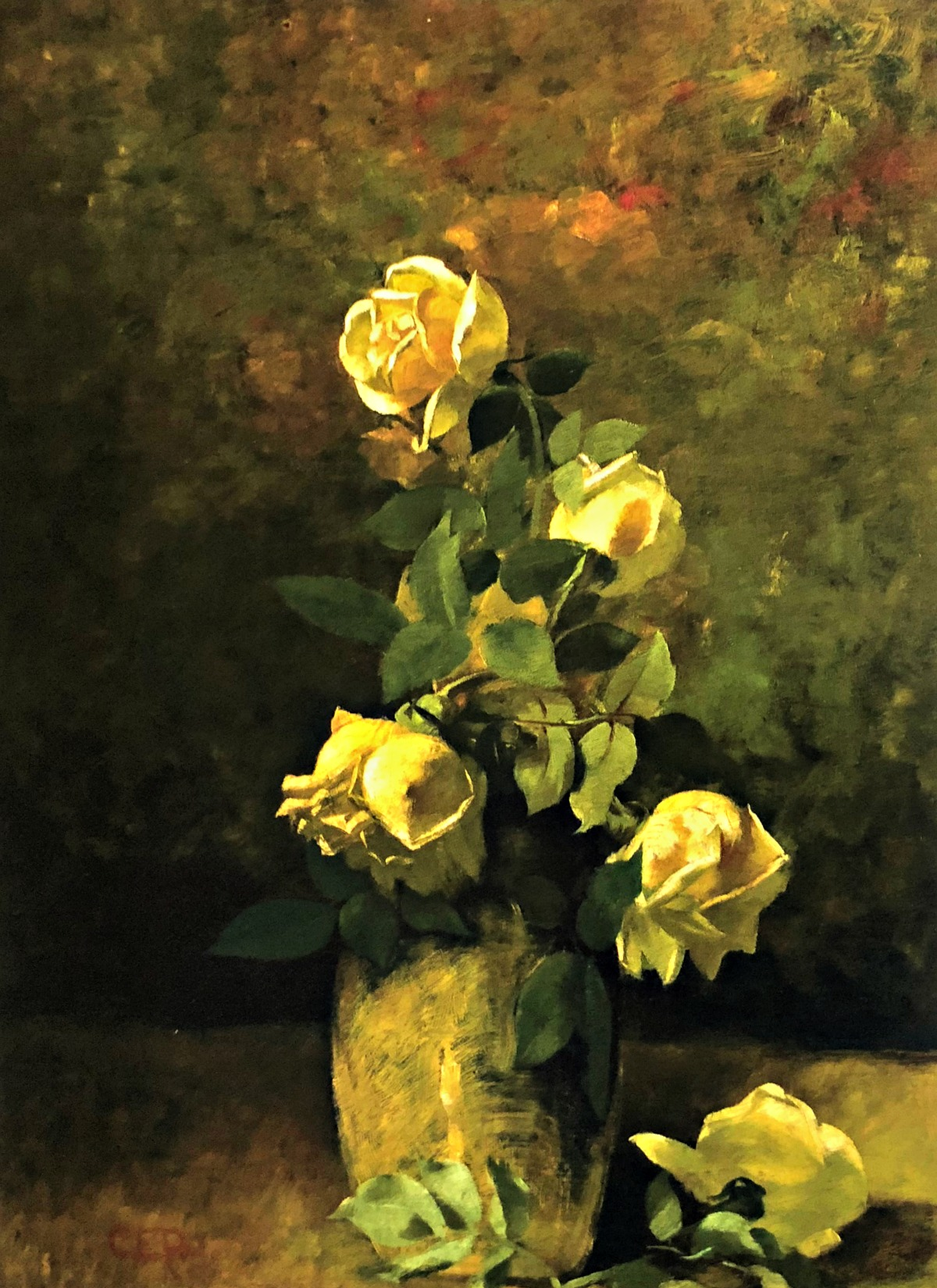
Yellow Roses in a Vase, 1890, New Britain Museum of American Art
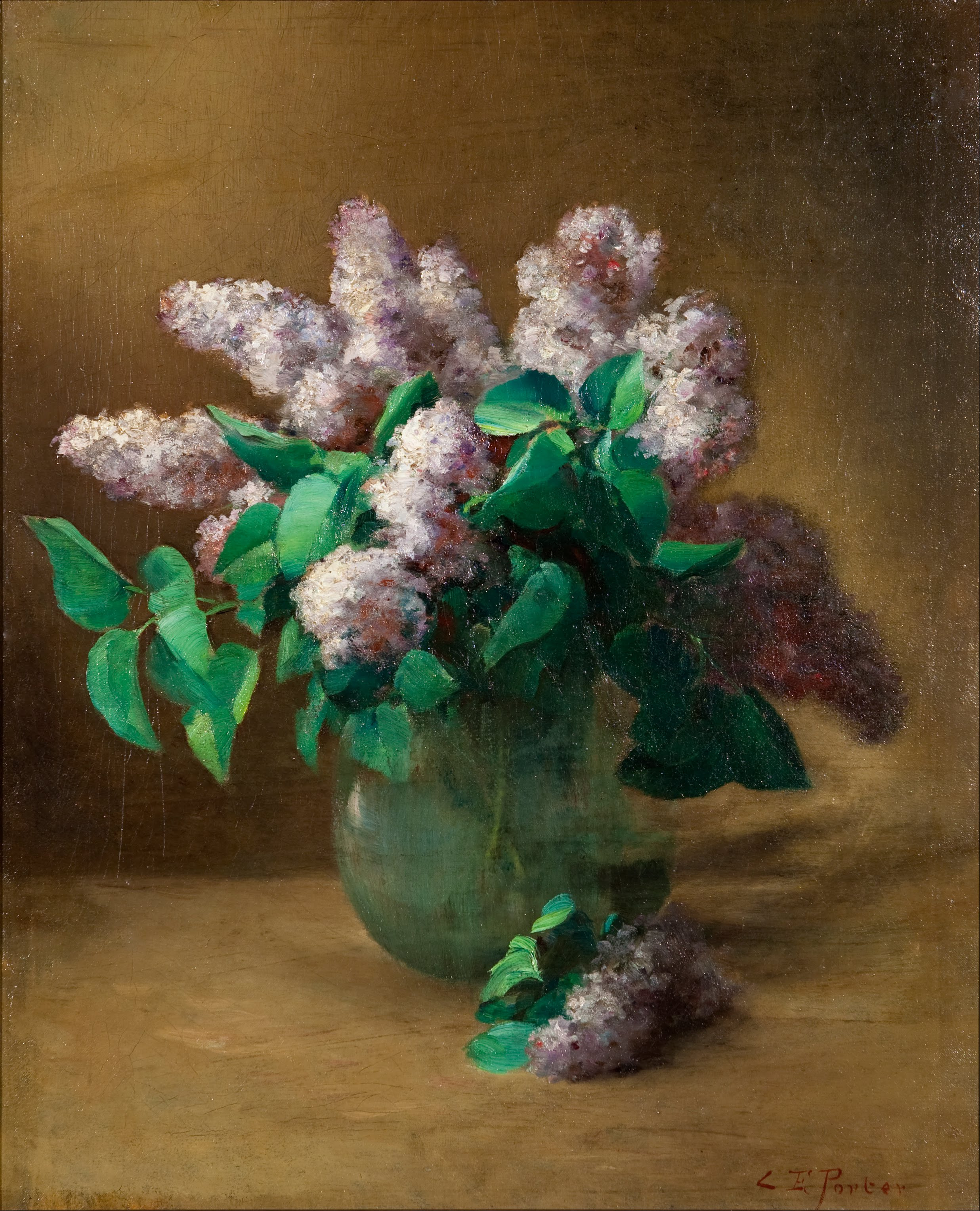
Lilacs, 1890, Walter O. Evans Collection of African American Art
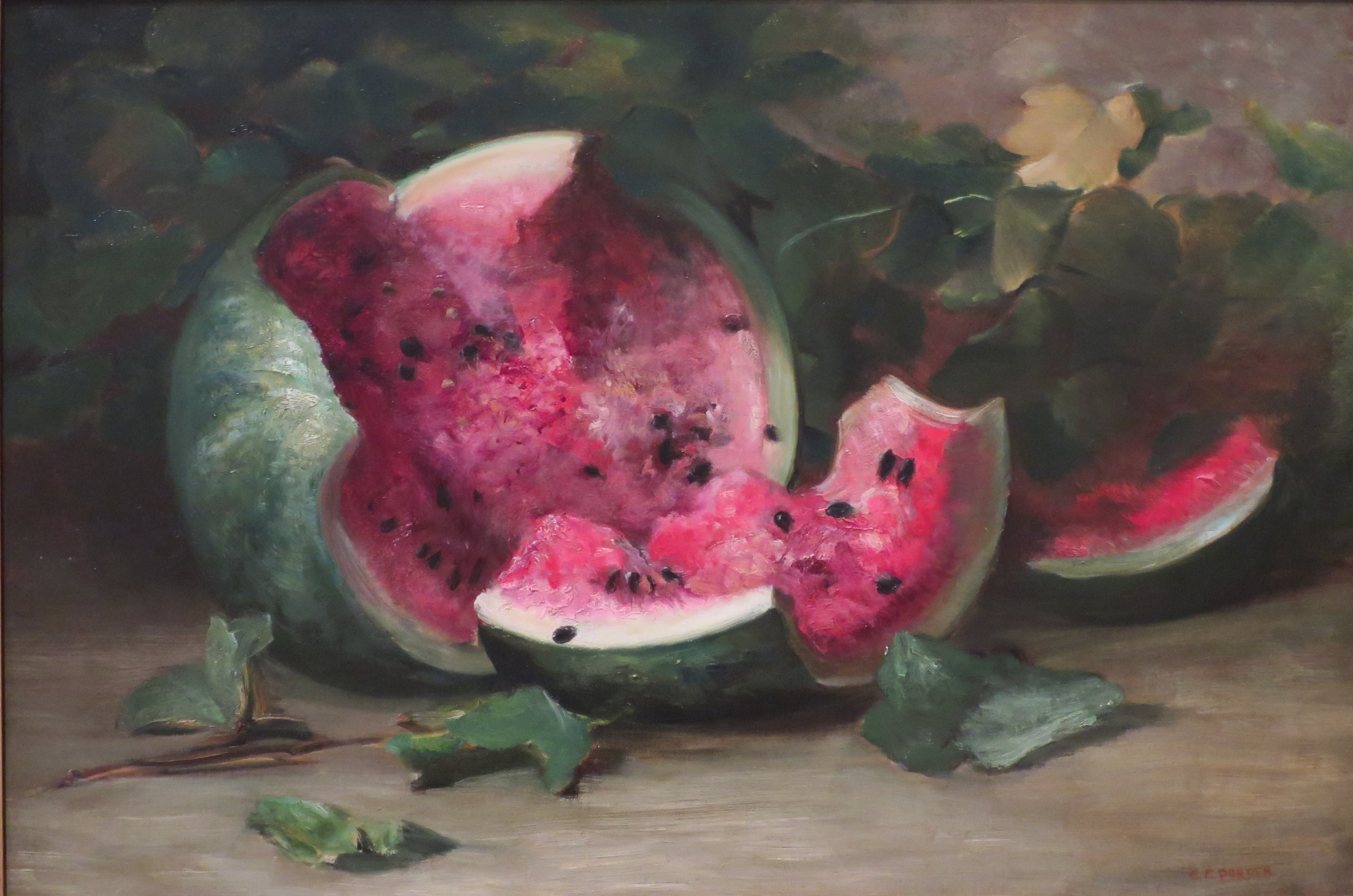
Untitled (Cracked Watermelon), 1890, Metropolitan Museum of Art
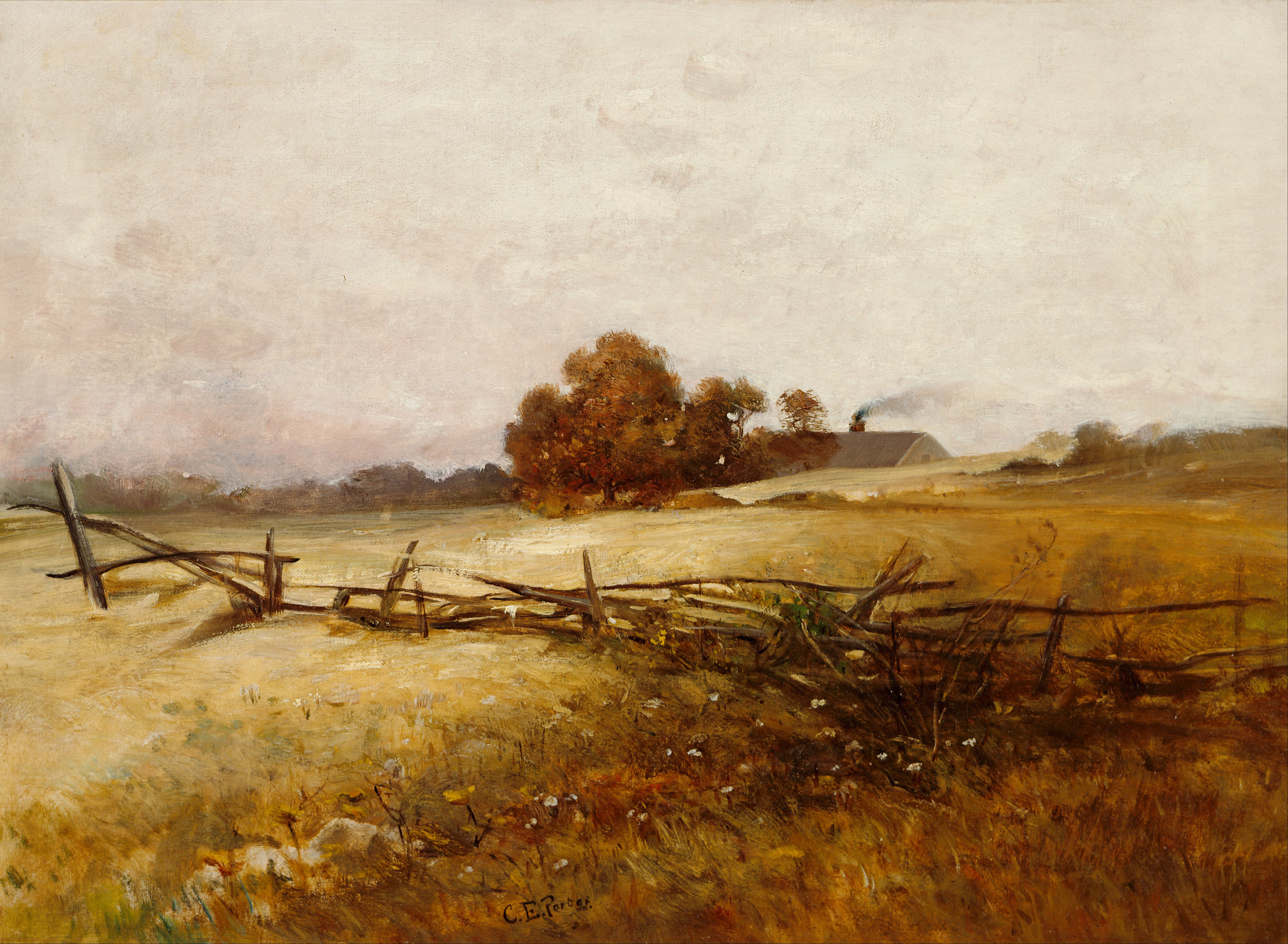
Autumn Landscape, vers 1891, Walter O. Evans Collection of African American Art
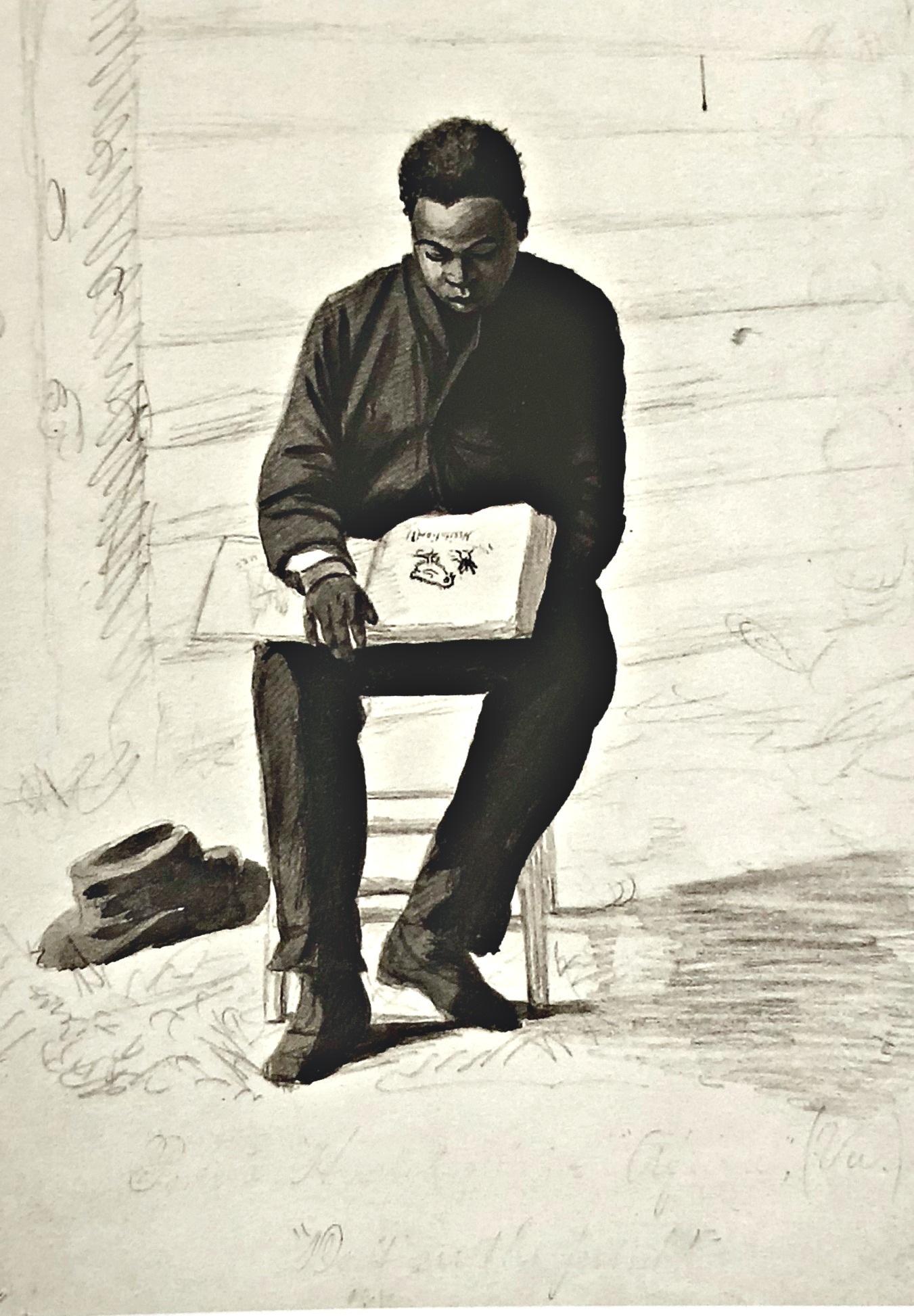
Boy and Book, 1900, New Britain Museum of American Art